# Улица Николая Лукаша (Киев)
Улица Николая Лукаша (укр. Вулиця Миколи Лукаша) — улица в Соломенском районе города Киева, местность Александровская слободка. Пролегает от начала застройки до Оборонного переулка.
Приобщается проезд без названия до Народной улицы.

## История
Улица возникла в 1-й половине XX века (в конце 1930 — начале 1940-х годов) под названием 331-я Новая, с 1944 года — Новонародная. С 1964 года получила название улица Николая Скрипника, в честь украинского советского партийного и государственного деятеля Николая Скрипника.
Современное название в честь украинского переводчика и языковеда Николая Лукаша — 2017 года.